# Карасор (озеро, Мендыкаринский район)
Карасор (каз. Қарасор) — озеро в Мендыкаринском районе Костанайской области Казахстана. Находится в 14 км к северо-западу от села Ит-Сары.
По данным топографической съёмки 1958 года, площадь поверхности озера составляет 5,3 км². Наибольшая длина озера — 4,4 км, наибольшая ширина — 1,6 км. Длина береговой линии составляет 14,2 км, развитие береговой линии — 1,65. Озеро расположено на высоте 88,7 м над уровнем моря.